# Wieża ciśnień w Dębicy
Wieża ciśnień w Dębicy – zabytkowa wodociągowa wieża ciśnień, znajdująca się w Dębicy. Wybudowana w 1904 lub 1920 r., przeszła remont w 1988 r.
12 listopada 1980 budynek został wpisany do rejestru zabytków (nr rej. A-1151 z 12 listopada 1980 r.).

## Architektura
Wieża w dolnej partii została wzniesiona w konstrukcji żelbetowej, górną część (głowicę) wybudowano z cegły. Ściany zzewnątrz otynkowano.
We wnętrzu znajdują się dwa stalowe zbiorniki wodne, o pojemności 65 m³ każdy.
Dach dwuspadowy, odeskowany, kryty papą, o drewnianej konstrukcji.
Powierzchnia użytkowa wynosi ok. 100 m², kubatura liczy 750 m³. Obiekt wyposażony jest w instalacje: elektryczną, grzewczą, odgromową, wodociągową i odwadniającą.